# Massimo Ranieri
Massimo Ranieri (születési nevén Giovanni Calone, Nápoly, 1951. május 3. –) olasz énekes, színész, televíziós műsorvezető, szinkronszínész és színigazgató.

## Életrajza

### Fiatalkora
Ranieri Nápoly Santa Lucia városrészében egy nyolcgyermekes család ötödik gyermekeként jött világra. 10 évesen a fiatal Giovanni éttermekben és esküvői fogadásokon énekelt. Nagyjából négy évvel később fedezte fel egy zenei producer, aki New Yorkba reptette, ahol Giovanni Rock néven felvették az első kislemezét.

### Énekesi pályafutása
Ranieri 1964-ben négy dalt rögzített: Tanti auguri signora, Se mi aspetti stasera, Non chiudere la porta, és La Prima Volta. Ezek egyike sem bizonyult sikeresnek, leginkább azért mert a fiatal Giovanni ekkor mutált. Két évvel később Massimo Ranieri művésznéven ismét szerencsét próbált. 1966-ban a "Bene Mio" dallal szerepelt először televízióban. Egy évvel később ismét a tévék képernyőire került, amikor a "Pietà per chi ti ama" dalt adta elő. 1968-ban két újabb dalt vett fel, melyek címei "Da Bambino", Ma L'amore cos'è" és "Preghiera".
Csak 1969-ben ért el sikert, és akkor lett tini bálvány, mikor élő televíziós adásban énekelte el az "O Sole Mio" dalt. Ebben az évben egy sor slágere lett: "Rita", "Se bruciasse la citta", "Quando l'amore diventa poesia", "Il mio amore resta sempre", "Rose rosse" és "Zingara". 1970-ben a következő dalokkal ért el sikert: "Vent'anni", "Sogno d'amore", "Sei l'amore mio", "Aranjuez Amore Mio", és "Candida".
1971-ben Ranieri a következő énekeket rögzítette: "Adagio Veneziano", "Via del Conservatorio" és "Io e Te". Ő képviselte Olaszországot az 1971-es Eurovíziós Dalfesztiválon Írországban, Dublinban, ahol "L'Amore E' Un Attimo" számával ötödik lett. 1972-ben jelent meg tőle a "Ti Ruberei", az "O Surdato 'nnamurato" és az "Erba di Casa Mia". 1973-as száma az "Amo Ancora Lei". Abban az évben visszatért az Eurovíziós Dalfesztiválra, és Luxemburgban "Chi sarà con te" számmal képviselte Olaszországot, mellyel 13. lett. 1974.ben a következő kislemezei jelentek meg: "Te Voglio Bene Assaie", "Immagina" és "Per Una Donna".
1988-ban tért vissza az énekléshez a "Perdere l'amore" című dallal, mely abban az évben meg is nyerte a Sanremói Dalfesztivált. 1997-ben még egyszer visszatért, akkor "Ti parlerò d'amore" volt a dala címe.
2007. februárban egy olasz koncerttúrát szervezett, melynek a "Canto perché non-so nuotare...da 40 anni" címet adta, s több mint két évig tartott, 500 előadás volt ezalatt, és CD valamint platina DVD is született belőle.

### Színészi pályafutása
1970 Ranieri úgy döntött, belekóstol a színészkedésbe. Az első film, amiben szerepelt, a Metello viszonylag lelkes fogadtatást kapott, és a címszereplő megformálásért neki ítélték a David DiDonatello legjobb színésznek járó díját. Ugyanebben az évben Anna Magnanivel közösen szerepelt a La Sciantosa című filmben.
1974-ben forgatta a Salvo D'Acquisto filmet, melyben egy olyan karabélyost formált meg, akit a nácik a második világháború során kivégeztek.
Mikor 1975-ben énekesi pályafutása hanyatlani kezdett, a színészkedésre kezdett koncentrálni. Mind a mozis, mind a színházi előadások előtérbe kerültek. Együtt dolgozott Mauro Bolognini, Giuseppe Patroni Griffi, Giorgio de Lullo, Giorgio Strehler és Maurizio Scaparro rendezőkkel, Molière-től és Shakespeare-től kezdve modern drámákig és musicalekig mindenben szerepelt. .
1996-ben Ranieri kölcsönözte Quasimodónak a beszéd és az énekhangját a Disney A Notre Dame-i toronyőr olasz változatában. A folytatásban is az ő hangján szólalt meg a szereplő.
2004-ben szerepelt először francia filmen, a Les Parisiens trilógiában, ahol egy utcai színészt alakított. 2005-ben egy hosszú betegeskedés után az "Accussì Grande" részeként tért vissza a színpadra. 2007-ben a Civico 0 dokumentumfilmben szerepelt, ahol Guilanót, egy gyümölcsárust alakított, aki édesanyja halála után hajléktalanná válik. 2008-ban szerepelt a L'Ultimo Pulcinellában.
2009-ben a Maurizio Scaparro rendezte Polvere di Baghdadban a történetmesélőt alakította.
2010-ben Massimo szerepelt a Passione című dokumentumfilmben, melyben Nápoly zenei történetét mutatták be, s melyet az olasz-amerikai származású John Turturro rendező rendezett. 2010. novemberben a klasszikus 2010. novemberben a Filumena Marturano alapján az olasz RAI Unoio produkciójában elkészült minisorozatban szerepelt, ahol Mariangela Melato alakította a címszerepet. Massimo Filumena férjét, Domenico Sorianót alakította.

### Egyéb tisztségek
2002. október 16-án Massimo Ranierit nevezték ki az ENSZ Élelmezésügyi és Mezőgazdasági Világszervezet jószolgálati nagykövetének.

### Magánélete
Ranieri soha sem házasodott meg. 1971-ben azonban nevére vett egy lányt, Cristianát, aki Franca Sebastianivel közös kapcsolatából született. A lány nevelésében nem kellett részt vennie, mert elmondása szerint túl fiatal és tapasztalatlan volt az apasághoz, valamint ezzel rongálták volna a karrierjét. Ezután semmilyen nőhöz nem fűzte kapcsolat. Lányával egészen addig nem találkozott, míg majdnem 20 éves nem lett.
2007. elején úgy döntött, nyilvánosan is felvállalja a lányát, és egy nyilvános televíziós felvételen megölelte. Ez apa és lánya közti könnyes újratalálkozás volt.
2011. júliusban nagyapa lett.

## Filmográfia

### Mozi
- Metello (1970)
- Cerca di capirmi (1970)
- Bubù (1971)
- The Light at the Edge of the World (1971)
- Incontro (1971)
- Chronicle of a Homicide (1972)
- The Cousin (1974)
- Salvo D'Acquisto (1974)
- Death Rage (1976)
- Born Winner (1976)
- Hot Potato (1979)
- Habibi, amor mío (1981)
- Priest of Love (1981)
- L'ultima volta insieme (1981)
- Chaste and Pure (1981)
- Il carabiniere (1981)
- Legati da tenera amicizia (1983)
- Volare! (1997)
- Fondali notturni (2000)
- Legami di famiglia (2002)
- Les parisiens (2004)
- Le courage d'aimer (2005)
- Fuga (2005)
- Civico zero (2007)
- L'Ultimo Pulcinella (2008)
- What War May Bring (2010)
- Passione (2010)
- La meravigliosa avventura di Antonio Franconi (2011)
- Capitan Basilico 2 – I Fantastici 4+4 (2011)
- Scossa (2011)
- La macchinazione (2016)
- Bloody Richard (2017)

### Televízió
- Tre donne (1971)
- Una città in fondo alla strada (1975)
- Storie della camorra (1978)
- I ragazzi di celluloide (1981)
- La vela incantata (1982) – TV Film
- All'ombra della grande quercia (1984)
- Nata d'amore (1984)
- I ragazzi di celluloide 2 (1984)
- Atto d'amore (1986) – TV Film
- L'ombra nera del Vesuvio (1987)
- Lo scialo (1987)
- Rinaldo in campo (1989) – TV Film
- Il ricatto (1989)
- Il prezzo del denaro (1995) – TV Film
- La casa dove abitava Corinne (1996) – TV Film
- Angelo nero (1998) – TV Film
- Ama il tuo nemico (1999)
- Un bacio nel buio (2000) – TV Film
- Io ti salverò (2002) – TV Film
- Storia di guerra e d'amicizia (2002)
- Camera Café (2004–2005)
- Operazione pilota (2007)
- Senza via d'uscita – Un amore spezzato (2007)
- Filumena Marturano (2010) – TV Film
- Napoli milionaria (2011) – TV Film
- Questi fantasmi (2011) – TV Film
- Sabato, domenica e lunedì (2012) – TV Film

## Dublőri szerepek

### Animáció
- Quasimodo az A Notre Dame-i toronyőrben
- Quasimodo az A Notre Dame-i toronyőr 2. – A harang rejtélyében

### Élő szereplős
- Albert Goldman a The Birdcage-ben
- Ernie Smuntz az Egértanyában
- Mercutio a Rómeó és Júliában